# Паоли, Энрико
Энрико Паоли (итал. Enrico Paoli; 13 января 1908, Триест — 15 декабря 2005, Реджо-нель-Эмилия) — итальянский шахматист и шахматный композитор; международный мастер (1951), международный арбитр (1964), почётный гроссмейстер (1996). Организатор традиционных международных турниров в Реджо-нель-Эмилии (с 1958). Шахматный литератор. Учитель. 3-кратный чемпион Италии (1951, 1957 и 1968); в чемпионате страны (1960) — 1-4-е место. В составе команды Италии участник 4 олимпиад (1954, 1970, 1972, 1976). Победитель международных турниров в Вене (1950/1951); Империи (1959); Реджо-нель-Эмилии (1968/1969).

## Изменения рейтинга
| Графики недоступны из-за технических проблем. См. информацию на Фабрикаторе и на mediawiki.org. |